# 大椚村
大椚村（おおくぬぎむら）は埼玉県の西部、秩父郡に属していた村。

## 地理
- 河川：都幾川、七重川

## 歴史
- 1889年（明治22年）4月1日 - 町村制施行により、大野村、椚平村が合併し秩父郡大椚村が成立する。
- 1955年（昭和30年）2月11日 - 比企郡明覚村、平村と合併し、比企郡都幾川村となる。

## 関連文献
- 「椚平村」『新編武蔵風土記稿』 巻ノ247秩父郡ノ3、内務省地理局、1884年6月。NDLJP:764013/38。
- 「大野村」『新編武蔵風土記稿』 巻ノ247秩父郡ノ3、内務省地理局、1884年6月。NDLJP:764013/39。